# 康僧鎧
康 僧鎧（こう そうがい、सँघवर्मन्、Saṃghavarman [サンガヴァルマン]、生没年不詳）は、中国三国時代の魏の訳経僧である。天竺（インド）出身の僧と伝えられているが、康の字から西域の康国・康居国の出身とする説もある。三蔵法師。「僧伽跋摩」（そうぎゃばつま）と音写する。
嘉平4年（252年）頃、洛陽の白馬寺に赴き経典の訳出に励んだ。

## 訳出経典
『仏説無量寿経』2巻
近年の仏教学者の研究では、康僧鎧が『仏説無量寿経』を翻訳したとする説は否定されるのが定説となっている。
『郁伽長者所問経』1巻
『大宝積経』巻第八十二